# Time (película)
Time es la decimotercera película surcoreana del director Kim Ki-duk. Su estreno se realizó en el Festival Internacional de Cine de Karlovy Vary el 30 de junio de 2006.

## Sinopsis
La historia gira alrededor de una mujer que se somete a una cirugía plástica para refrescar su relación de pareja. Ella siente que su novio se está aburriendo de ella y por tanto cree que un cambio de rostro la ayudará, pero solo tendrá consecuencias trágicas.

## Elenco
- Ha Jung-woo como Ji-woo
- Sung Hyun-ah como Se-hee
- Kim Sung-min como el cirujáno plástico

## Premios y nominaciones
| Año  | Categoría                 | Premio                             | Nominado    | Resultado |
| ---- | ------------------------- | ---------------------------------- | ----------- | --------- |
| 2007 | Best Actor                | Oporto International Film Festival | Ha Jung-woo | Ganó      |
| 2006 | New Currents - Best Actor | 2nd Pyeongtaek Film Festival       | Ha Jung-woo | Ganó      |